# Günter Oehlert
Günter Oehlert (* 4. April 1923 in Königsberg; † 9. April 2013 in Heidelberg) war ein deutscher Gynäkologe und Geburtshelfer.
Günter Oehlert erhielt seine Ausbildung in Göttingen unter Heinrich Martius und Heinz Kirchhoff sowie in Gießen unter Richard Kepp. Nach Dissertation 1947 an der Georg-August-Universität Göttingen und Habilitation 1957 wurde er 1958 zum Privatdozenten, sowie 1962 zum Professor für Gynäkologie und Geburtshilfe an der Justus-Liebig-Universität Gießen ernannt. 1965 übernahm Oehlert die Leitung der Städtischen Frauenklinik in Hanau, die er bis 1988 leitete.
Von 1982 bis 1984 war Günter Oehlert Präsident der Deutschen Gesellschaft für Gynäkologie und Geburtshilfe und organisierte deren Kongress 1984 in Frankfurt am Main.

## Schriften (Auswahl)
- Günter Oehlert: Der Stieda'sche Schatten auf Grund von Beobachtungen und Nachuntersuchungen in den Jahren von 1933–1946. Dissertation, Georg-August-Universität Göttingen 1947
- Günter Oehlert: Untersuchungen an den Eiern von Ascaris megalocephala als Grundlage für die fraktionierte Therapie mit Elektronen. Habilitationsschrift, Justus-Liebig-Universität Gießen 1957.
- Richard Kepp, Günter Oehlert: Blutbildung und Blutumsatz beim Feten und beim Neugeborenen. Enke-Verlag, Stuttgart 1962.
- Richard Kepp, Günter Oehlert: Aktuelle Probleme des Morbus haemolyticus neonatorum. Enke-Verlag, Stuttgart 1963.
- Klaus Ulsenheimer, Günter Oehlert: Risk-Management. Der Gynäkologe 12 (1999), 919.